# Hohenbergia laesslei
Hohenbergia laesslei är en gräsväxtart som beskrevs av Lyman Bradford Smith. Hohenbergia laesslei ingår i släktet Hohenbergia och familjen Bromeliaceae.
Artens utbredningsområde är Jamaica. Inga underarter finns listade i Catalogue of Life.